# Projection en relief stéréoscopique
La projection en relief stéréoscopique est un ensemble de procédés qui permettent de restituer en salle la vision du relief par une projection d'images préalablement élaborées selon les techniques de la stéréoscopie : dessins, photographies, cinéma, vidéo, images de synthèse.
Ces techniques conviennent tout aussi bien aux images argentiques que numériques, fixes ou animées.
Elles peuvent s'appliquer dans le cadre du cinéma en relief, de projections familiales, de conférences ou de spectacles, par exemple dans des parcs d'attractions ou de grandes salles spécialisées.

## Techniques avec lunettes
Grâce à des lunettes, chaque œil ne reçoit que l'image qui lui est destinée. Ce sont les techniques les plus usuelles.

### Projection d’anaglyphes
Un projecteur normal – un écran blanc normal – des lunettes rouge et cyan
Les couples d'images stéréoscopiques sont transposés en anaglyphes par un logiciel ou des filtrages adaptés, puis projetés normalement avec le matériel prévu dans toute salle pour la projection plane ordinaire.
Avantages : la simplicité. Pour qui dispose déjà d'un équipement de projection normal, la dépense est quasi nulle : elle se limite aux lunettes anaglyphiques, moins de 50 centimes pièce. Un conférencier itinérant n'apportera donc avec lui qu'une clé USB et un paquet de lunettes rouge/cyan. Un minimum de formation lui permet d'espérer le succès le plus total (qui ne dépendra que de la qualité technique et de l'intérêt de ses images !) : il lui suffit d'indiquer aux spectateurs que le rouge est pour l'œil gauche.
Inconvénients : avec les anaglyphes en couleurs, certaines couleurs passent mal. C'est le cas du rouge et du bleu foncé. Les autres couleurs : les ocres, les verts, les bleu clair, les jaunes passent parfaitement bien. Les vues de paysages donnent ainsi toute satisfaction. Sinon, on peut toujours désaturer les couleurs (méthode Dubois), ou à défaut transposer en anaglyphes noir et blanc ou monochromes.
La projection anaglyphique, peu pratiquée en argentique parce que la transposition en anaglyphes est assez malaisée, est au contraire tout à fait adaptée à la stéréoscopie en numérique.

#### Variante Infitec ou "super-anaglyphique"
Deux projecteurs normaux avec devant chacun un filtre Infitec – un écran blanc normal – des lunettes spéciales
Infitec est le nom d'une petite entreprise allemande, qui a choisi comme nom un acronyme de interference filter technology. Le principe reste le même, mais au lieu d'utiliser un filtrage par une couleur pour chaque œil, il y a trois couleurs RVB pour chaque œil : R1 V1 et B1 pour le premier, R2 V2 et B2 pour le second. Les différences entre les couleurs sont assez faibles pour que l'œil ne perçoive presque pas la différence, mais suffisantes pour que chaque verre filtre les couleurs destinées à l'autre œil. Infitec a aussi mis au point un logiciel qui compense à peu près ces petites différences.
Cette technique élimine le principal défaut des anaglyphes (mauvais rendu de certaines couleurs).
La société Omega commercialise aussi, depuis peu, des filtres interférentiels, comportant un plus grand nombre de bandes passantes pour chaque côté. Mais les spectre de transmission d'un des deux côtés ne contient presque pas de rouge, ce qui fait que ce procédé ne convient pas si l'image comporte des couleurs rouges trop vives.

### Projection polarisée simultanée

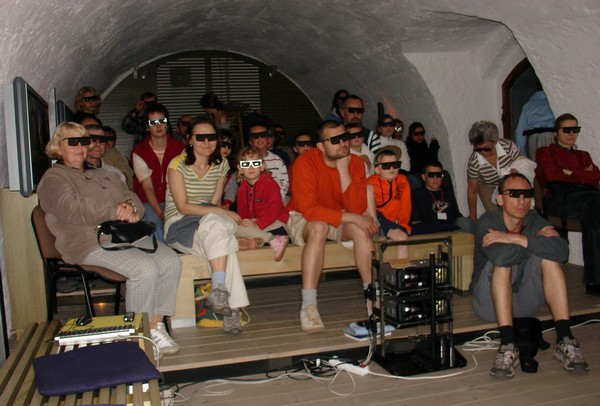
Spectateurs équipés de lunettes polarisantes pour voir le relief

Deux projecteurs avec filtres polarisants – un écran métallisé spécial – des lunettes polarisantes
La projection en lumière polarisée donne des résultats excellents dans le cadre familial tout autant que dans les plus grands cinémas des parcs d'attractions du monde entier. Il suffit de placer judicieusement des filtres polarisants à l'intérieur (ou devant les objectifs) de projecteurs normaux, argentiques ou numériques, dans une position correspondant à l'orientation standardisée des filtres des lunettes polarisantes du commerce.
Cette projection polarisée peut se faire de deux manières: polarisation linéaire ou polarisation circulaire. Cette dernière permet à un spectateur de voir encore en relief, sans plus d' "images fantômes", en tournant un peu la tête; mais elle a plusieurs inconvénients: d'abord le fait de tourner la tête donne lieu à des déviations verticales, sensibles à partir de quelques degrés de rotation; ensuite le polariseur circulaire comporte une lame quart d'onde, qui n'est pas quart d'onde pour toutes les longueurs d'onde, donc qui produit des images fantômes dans les couleurs extrêmes du spectre; enfin les lunettes à polarisation circulaire sont un peu plus coûteuses que celles à polarisation linéaire.
Il est également recommandé d'aligner soigneusement les projecteurs, de sorte que les éléments de l'image les plus éloignés soient écartés de l'écart interoculaire, la gauche à gauche de la droite, ce qui donne des axes oculaires parallèles. Si les vues ont été préalablement bien montées, l'image projetée apparaît derrière une « fenêtre » formée par l'image stéréoscopique des bords gauche et droite des deux images. Cette fenêtre se forme théoriquement à une distance de deux à trois mètres devant les spectateurs, donc largement en avant de l'écran s'il est grand.
Si l'écran (métallisé) est de bonne qualité et si les vues projetées sont bien réglées et accordées entre elles (on appelle cela le "montage stéréoscopique"), la projection se déroule au mieux, conservant intégralement les couleurs originales. Toutes les couleurs passent sans inconvénient. Seuls les forts contrastes entre zones voisines sont à éviter, car souvent générateurs d'images fantômes.
En argentique, les deux projecteurs sont couplés par un relais électronique. En numérique, un seul ordinateur suffit à commander les deux projecteurs, mais deux sorties sont nécessaires, soit au niveau de la carte graphique, soit sur un boîtier extérieur, par exemple Matrox "Dual2Go", qui se connecte sur la prise de sortie d'un ordinateur compatible (la plupart des ordinateurs modernes le sont).
La projection en lumière polarisée, surtout numérique depuis une dizaine d'années, est très utilisée dans les associations de stéréoscopie et dans tous les congrès qu'elles organisent.
L'écran métallisé étant assez directif, les positions de spectateurs trop décalées sur les côtés, surtout proches de l'écran, ne sont pas recommandées: les spectateurs qui y sont placés voient le côté le plus proche de l'image projetée beaucoup plus lumineux que le côté plus éloigné. La projection polarisée convient donc plutôt à des salles plus profondes que larges.

### Projection alternée
Un projecteur – un écran normal – des lunettes alternantes à cristaux liquides
La projection alterne le point de vue gauche ou droit à chaque image. L'effet de relief est restitué par des lunettes à cristaux liquides, chaque paire étant parfaitement synchronisée au film par un signal infrarouge. À chaque image, l'un des deux verres s'obscurcit pour que seul l'autre œil perçoive l'image correspondante. Par effet de persistance rétinienne, le clignotement des lunettes devient imperceptible, le cerveau peut recréer l'illusion de relief. Les marques Expand, Volfoni et Eyes Triple Shut 3D équipent les salles de cinéma.
Concrètement, les lunettes dites "actives" sont louées pour la durée de la projection et restituées à la fin.
Un projecteur avec disque polarisants – un écran métallisé spécial – des lunettes polarisantes
La projection alterne le point de vue gauche ou droit à chaque image. L'effet de relief est restitué par les lunettes polarisées et un disque en rotation devant le projecteur changeant la polarisation à chaque changement d'image adressant chaque image au bon œil. Ce système est le plus employé au cinéma sous les marques Real D et MasterImage 3D.
Le spectateur achète les lunettes (vendues en gros entre 50 centimes et un euro selon la quantité).
L'inconvénient majeur de la projection alternée est la "parallaxe temporelle": comme d'habitude les vidéos ou les films sont tournés en prenant l'image gauche et l'image droite en même temps, si un objet est animé d'un mouvement latéral même peu rapide, cet objet est vu à une distance fausse. Par exemple, une personne qui marche à 1,5 mètre par seconde (5,4 km/h) parcourt en 8,33 millisecondes (c'est le cas lors d'une projection à 2x60 Hz) une distance de 12,5 mm, soit le cinquième de l'écart interoculaire moyen: elle est alors vue à 20% trop près ou 25% trop loin. Dans le cas d'une voiture, c'est bien pire! Cette parallaxe temporelle a pour effet essentiel des contradictions sévères entre indices monoculaires et binoculaires de profondeur, donc empêche, au moins pendant la durée de cet effet, la restitution du relief.
Un autre inconvénient est que les images doivent être préparées pour cela, car, contrairement au cas de la projection polarisée avec deux projecteurs, on ne peut pas avancer la fenêtre, ce qui est recommandé si l'écran est large.

### Observation par un casque spécial
Deux affichages - un pour chaque œil, à la place du verre des lunettes.
Le principe est similaire à celui d'un affichage tête haute, mais avec un écran miniature spécifique pour chaque œil. Les dispositifs sont actuellement trop encombrants pour être qualifiés de "lunettes", ils doivent être intégrés dans de véritables casques.

## Techniques expérimentales sans lunettes

### Projection de couples croisés
Un projecteur normal - un écran normal
On peut projeter le couple "en croisé", c'est-à-dire la vue gauche à droite, et vice versa. Puis on demande aux spectateurs de loucher pour superposer les deux vues !
Avantages : simplicité extrême du procédé, couleurs intégralement conservées. Inconvénients : confort visuel diversement apprécié, une partie notable de la population ne peut pas voir en relief par ce procédé...

### Projection sur écran à réseaux
Un projecteur stéréoscopique - un écran à réseau lenticulaire
Un exemple de réalisation, tout est dans l'écran : il faut réaliser un écran convenable à réseau de bandes verticales en forme de dents de scie (voire une forme plus complexe). L'image en relief est découpée en bandes destinées alternativement à l'œil droit et à l'œil gauche. Le système de prisme constitué par les dents de scies renvoie chaque image dans une direction différente. Ce procédé permet d'envoyer à chaque œil l'image qui lui est destinée sans recourir à des lunettes, mais est plus contraignant que les autres procédés au niveau du point d'observation.
Une méthode plus efficace consiste à prendre comme écran un réseau lenticulaire assez grand, non couvert par un papier opaque. On peut projeter les deux vues gauche et droite (aussi bien images fixes que vidéo) avec deux projecteurs bien placés; les spectateurs s'installent du côté opposé de l'écran: il peut y avoir entre trois et six positions favorables.
Projection sur écran à trame mobile
C'est très difficile à réaliser pour un grand écran et dans ce cas, peu de places sont bonnes pour l'observation. Un peu utopique pour un grand écran de cinéma. L'écran est coûteux, fragile et intransportable, du moins dans l'état actuel des connaissances.
Par contre, lorsque le support de l'image en relief est l'écran d'un téléviseur ou une petite photo regardée d'assez près (par exemple une carte postale), ce procédé d'images en relief sans lunettes donne de bons résultats.
Équipement expérimental lourd
Le principe est similaire à celui de la projection alternée, avec un mécanisme devant l'écran au lieu d'être dans des lunettes. Un ensemble de barreaux verticaux peints en noir mat défile latéralement avec une cadence appropriée devant un écran plat sur lequel on projette des couples stéréoscopiques (de préférence du cinéma...).
Dans les années 1950, l'inventeur français François Savoye a réalisé un tel dispositif cylindrique ou conique dans un cinéma, le "Cyclo-stéréoscope",en grandeur nature, et au moins un modèle de table, actuellement conservé. Plus récemment, vers 1990, le mécanicien et inventeur français Claude Tailleur a réussi à faire défiler un ensemble de barreaux articulés, défilant devant un écran. Avec succès. L'expérience a fait grand bruit.
Avantage : plaisir ineffable devant une expérience rarissime. Inconvénient : complication !

### Projection sur écran spécial
Le Super Héraclorama est une technique cinématographique de projection, mise au point par Jules Hourdiaux, composée d'un écran spécial produisant une impression de relief à partir d'une image 2D (sans lunettes, caméra spéciale ou multiple). Mais il ne s'agit nullement d'une projection en relief.